# Йохан III фон Финстинген
Йохан III фон Финстинген (на немски: Johann III, Graf von Vinstingen; * пр. 1377; † сл. 1443) е граф на Финстинген в регион Лотарингия, господар на Финстинген и Фалкенщайн.

## Произход
Той е син на Буркард I фон Финстинген, господар на Финстинген-Шьонекен († 20 март 1377), и втората му съпруга Бланшефлор фон Фалкенщайн († сл. 10 юни 1379), наследничка на Бетинген и Фалкенщайн, дъщеря на Йохан фон Фалкенщайн, бургграф на Ройланд, губернатор на Люксембург († 1351), и Хелвис де Круне фон Велденц († 1334/1346). Внук е на Хайнрих I „Стари“ фон Финстинген, господар на Финстинген и Фалкенберг († сл. 1 декември 1335) и Валбурга фон Хорбург († 1362). Брат е на Буркхард II, господар на Финстинген († сл. 1389), женен за Елизабет фон Раполтщайн († 1381).
Йохан III граф фон Финстинген умира след 1443 г. и е погребан в Бетинген на Прюм.

## Фамилия
Първи брак: с Агнес фон Цвайбрюкен-Бич († сл. 1384), дъщеря на граф Ханеман I фон Цвайбрюкен-Бич († 1399/1400) и Елизабет фон Лайнинген († 1375/1385), дъщеря на граф Фридрих VIII фон Лайнинген († 1397) и Йоланта фон Юлих-Бергхайм († 1387). Бракът е бездетен.
Втори брак: сл. 27 юни 1396 г. с Аделхайд фон Лихтенберг († сл. 1429), дъщеря на Йохан IV фон Лихтенберг 'Стари' († 1405) и графиня Лорета фон Цвайбрюкен-Бич († 1406), дъщеря на граф Симон I фон Цвайбрюкен-Бич († 1355) и Агнес фон Лихтенберг († пр. 1378). Те имат децата:
- Агнес фон Финстинген-Бракенкопф († сл. 13 май 1440), омъжена между 20 септември 1419 и 21 февруари 1420 г. за граф Бернхард I фон Еберщайн (* 1381; † 7 февруари 1440)
- Симон фон Финстинген-Бракенкопф († 20 март 1477), господар на Финстинген, женен I. на 20 юни 1429 г. за Анна фон Бранденбург († между 24 юли 1451 и 23 юли 1457), II. сл. 23 юли 1457 г. за Агнес фон Керпен
- Буркард III фон Финстинген-Бракенкопф († 9 август 1451), господар на Финстинген-Фалкенщайн, женен на 30 декември 1439 г. в Саарбург за Йоханета фон Зирк († сл. 1484)